# Madonna che adora il Bambino

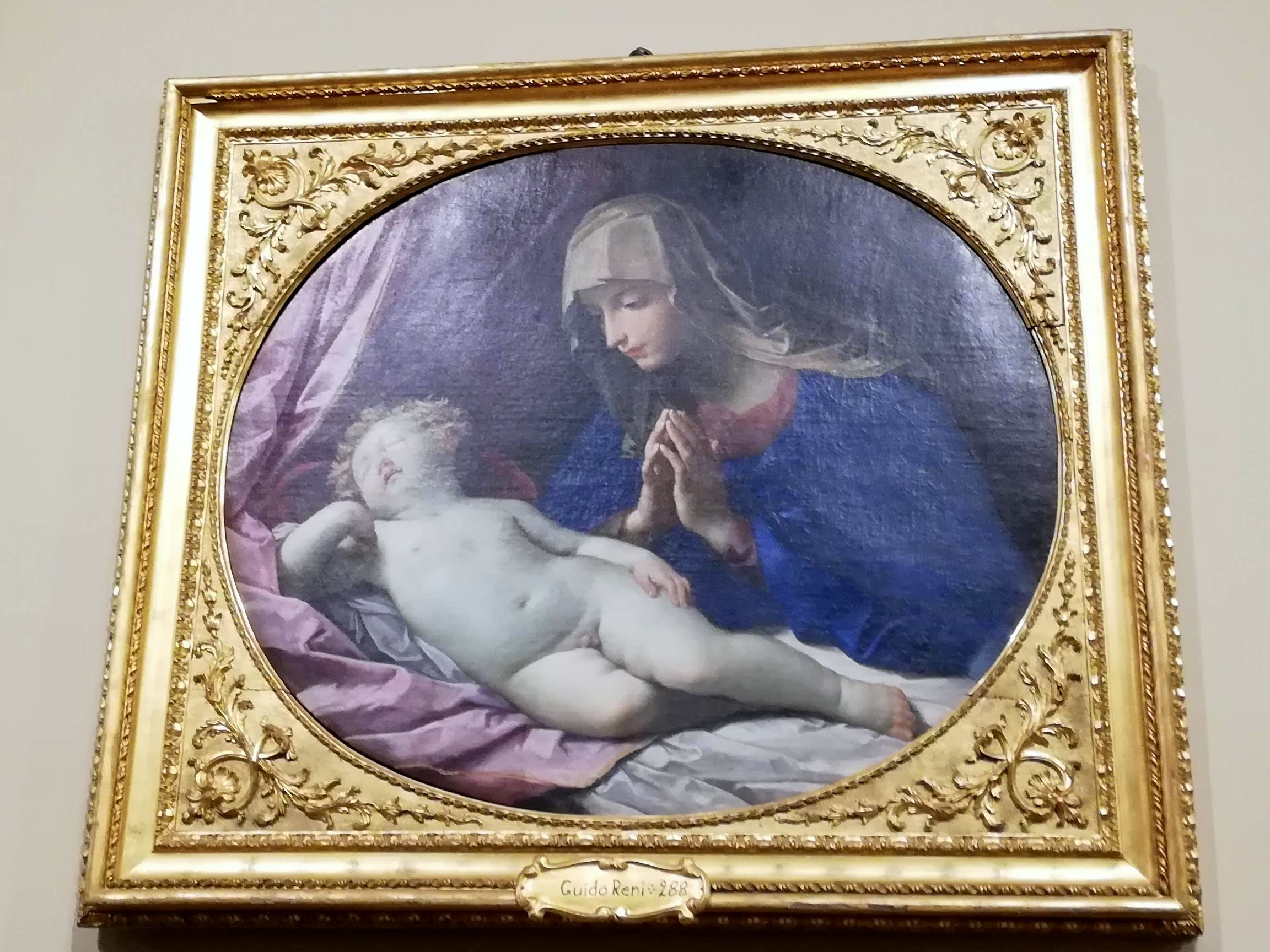
Madonna che adora il bambino; olio su tela (92,5x110,5) di Guido Reni, esposto presso la Galleria Doria Pamphilj (Roma)

Madonna che adora il Bambino è un dipinto olio su tela (92,5 x 110,5 cm) realizzato da Guido Reni. È datato tra il 1625 e il 1627 ed è conservato presso la Galleria Doria Pamphilj, a Roma.

## Storia
Esistono due versioni dell’opera; la prima è citata in una lettera scritta da Rinaldo Ariosti al duca di Modena nel 1627, mentre la seconda è stata registrata da Passeri nella Basilica di Santa Maria Maggiore a Roma. Il modello originale del dipinto, ripetuto più volte da Reni, è andato quasi per certo perduta. Esiste invece un disegno preparatorio necessario alla composizione. Quest’ultimo si trova nella Pinacoteca di Brera a Milano. 

## Descrizione e stile
L’intera scena si svolge al centro del dipinto. La Madonna, con le mani giunte, è rappresentata di tre quarti. Il suo sguardo, benevolo, amorevole e pacato, è rivolto al bambino. Indossa una veste blu con una tunica rossa al di sotto mentre il capo è coperto da un velo. Le mani sono giunte, in posizione di preghiera. In primo piano c’è il bambino; egli è rappresentato nudo mentre dorme, tranquillamente sdraiato su dei drappi. Il suo sguardo, dolce e sereno, non ricambia quello della madre: infatti è sì indirizzato verso l’alto, verso la sua destra, ma gli occhi sono socchiusi. Insomma; l’autore crea un gioco di sguardi in cui Maria si protende verso il bambinello che a sua volta alza lo sguardo al cielo. Il viso è incorniciato da morbidi ricci biondi; il suo braccio destro è piegato, invece quello sinistro è disteso lungo il corpo. Le gambe sono accostate ma non distese. Difatti, una è sopra l’altra, ed entrambe sono leggermente piegate.
Sullo sfondo sono rappresentate delle tende, le stesse sulle quali è disteso il bambino.
Nonostante la forma ovale della cornice, nel quadro si notano linee compositive triangolari: uno è quello formato dalle mani giunte di Maria, un altro è quello i cui vertici sono la testa della Madonna, i piedini e il braccio sinistro del bambinello. 